# Edgar Haniel von Haimhausen
Edgar von Haniel von Haimhausen, född 12 december 1870 i Ruhrort vid Duisburg, död 14 januari 1935 i München, var en tysk diplomat. 
Haniel ingick 1900 på diplomatbanan, var 1911–17 ambassadråd i Washington, D.C., och 1918–19 tysk ledamot av vapenstilleståndskommissionen i Spa. Han blev 1919 ledamot av nationalförsamlingen i Weimar, var samma år ledamot av fredsunderhandlingsdelegationen i Versailles, utnämndes samma år till understatssekreterare och blev 1920 statssekreterare i utrikesministeriet. Under förhandlingarna i skadeståndsfrågan tillhörde han de i tysthet verksammaste inom den tyska diplomatin.